# YAMAHA ON and OFF
YAMAHA ON and OFF（ヤマハ・オン・アンド・オフ）は、開始日不明～1995年9月まで毎週土曜18:30～18:45にテレビ東京系列で放送していた、ヤマハ発動機が得意とする「バイク&マリン」を毎週交互に放送する情報番組。
バイクはツーリング情報や、新型バイクのインプレッション、マリンはクルージングやフィッシングなどを情報発信。
オープニング曲、エンディング曲、BGMは、ヤマハミュージックからデビューまもない西村由紀江を起用。また番組間のヤマハ発動機のCM曲は「Sail On ～風に向かって」令多映子を使い、番組全体から「風」をイメージする雰囲気を演出。

## スタッフ
- 構成：菅谷健一、おおがい啓二

## 歴代ナレーター
- 田中秀幸
- 池田秀一
- ジョン・カビラ
- 村田博美

## 制作
禅プランニングアンドプロデュース → Zゼット

## 挿入曲
- オープニング曲「For Your Good Day」 西村由紀江
- エンディング曲「琥珀色の風景から」西村由紀江

| テレビ東京 金曜 23:30枠 | テレビ東京 金曜 23:30枠         | テレビ東京 金曜 23:30枠                    |
| 前番組                  | 番組名                          | 次番組                                     |
| ----------------------- | ------------------------------- | ------------------------------------------ |
| -                       | YAMAHA ON and OFF （ - 1988.3） | ワールドビジネスサテライト （1988.4.8 - ） |
| テレビ東京 土曜 18:30枠 |                                 |                                            |
| -                       | YAMAHA ON and OFF （ - 1995.9） | 三菱ダイヤモンド・サッカー ※18:30 - 19:00  |